# Битва при Лагуна-Пітіантута
Битва при Лагуна-Пітіантута (ісп. Batalla de Laguna Pitiantuta або Batalla de Laguna Chuquisaca) — невелика битва за форт Карлос-Антоніо-Лопес біля озера Лагуна-Пітіантута (на парагвайських мапах) або Лагуна-Чукісака (на болівійських), що відбулася 23 березня 1932 року та стала початком Чакської війни між Болівією і Парагваєм.